# Риго, Гиацинт
Гиаци́нт, или Жасен (по каталонски: Жасинто), Риго́, Риго-и-Рос, Хиакинф-Франсуа-Оноре, имя при рождении  Хиакинф Риго-Рос-и-Серра (фр. Hyacinthe Rigaud, кат. Jacint Rigaud, né Jacint Francesc Honorat Matias Rigau-Ros i Serra; 18 июля 1659, Перпиньян — 27 декабря 1743, Париж) — франко-каталонский живописец академического направления, мастер парадного «статуарного» портрета «Большого стиля» времени правления Короля-Солнце Людовика XIV. Наряду со своим современником Николя де Ларжильером — один из крупнейших портретистов эпохи. С 1700 года академик (ассоциированный член с 1684 г.) и с 1733 года ректор Королевской академии живописи и скульптуры в Париже.

## Биография
Гиацинт Риго родился в 1659 году в городе Перпиньяне (Северная Каталония, ныне провинция Восточные Пиренеи, Франция). Внук художников-позолотчиков церковной утвари из Руссильона (Каталония) и сын портного Матиаса Риго, он был старшим братом художника Гаспара Риго. Сначала обучался в портновской мастерской отца, но в 1671 году, после смерти отца, его отправили в Монпелье учиться живописи под руководством Антуана Ранка. Затем, четыре года спустя, переехал в Лион. Именно в этих городах он познакомился с фламандской, голландской и итальянской живописью Рубенса, Ван Дейка, Рембрандта и Тициана, картины которых он позднее коллекционировал. «Ван Дейк какое-то время был его единственным наставником. Он копировал его неутомимо».
Приехав в Париж в 1681 году с целью усовершенствовать своё мастерство, увидев работы художников, составлявших знаменитую Академию, которую король Людовик XIV основал там в начале своего правления. На следующий год он выиграл Римскую премию, но, послушавшись первого живописца короля Шарля Лебрена, не поехал в Италию. Лебрен восхищался произведениями молодого каталонца, поэтому и отговорил его от римского путешествия, дабы он полнее посвятил себя портретной живописи, более прибыльному жанру, чем «историческая живопись», которая, тем не менее, в Академии считалась была более достойной.
В 1700 году Риго был избран в Королевскую академию живописи и скульптуры в Париже за предоставленный комиссии портрет г-на Де ла Шапельи и оставался действующим академиком до своей отставки в 1735 году. В Париже сложилась крепкая дружба живописца и гравёра Пьера Древе, в особенности благодаря созданию великолепного портрета гравёра работы Гиацинта Риго (1700). С тех пор Древе гравировал многие портреты работы Риго, включая великолепные портреты архитектора Робера де Кота, живописца Шарля Лебрена и ещё одного верного друга, скульптора Антуана Куазево.
Риго выполнял множество заказов, писал портреты придворных, парижских аристократов, священников и даже лиц третьего сословия. Эти портреты «в стиле Ван Дейка» имели огромный успех благодаря «невиданному сходству и великолепию» (Дезалье д’Аржанвиль). Не справляясь с обилием заказов, в 1692 году художник нанял двух помощников. Однако после смерти Шарля Лебрена в 1690 году должность первого живописца короля перешла к Пьеру Миньяру, а не к Риго. Будущий король Франции Людовик XV получил от Гиацинта Риго три последовательно выполненных парадных портрета. За третий портрет художник запросил невиданную по тем временам сумму в 15 тысяч ливров.
Однако с кончиной старого монарха Людовика XIV в 1715 году и приходом периода Регентства герцога Филиппа Орлеанского, племянника короля и председателя Регентского совета при малолетнем Людовике XV, у Риго изменился круг заказчиков. Герцог продемонстрировал ярко выраженный вкус к итальянским художникам и новым национальным талантам, и Риго пришлось обратиться к заказчикам вне парижского двора и иностранным монархам. Так тот же 1715 год оказался для Гиацинта Риго плодотворным. Наследник Августа «Сильного», король Польши под именем Августа II, прибыл в Париж. На портрете Риго принц-курфюрст, будущий Август III, представлен в полный рост, «в большом королевском плаще с знаками отличия Ордена Датского Слона, рядом с мавром в охотничьем костюме». Помимо 4000 ливров, необходимых для этой работы, Риго получил ещё несколько памятных медалей.
Гиацинт Риго в последние годы жизни много болел. Он умер на восемьдесят четвёртом году 27 декабря 1743 года и был похоронен в церкви Сен-Рок в Париже, где захоронены многие выдающиеся философы, поэты, художники Франции. Риго оставил пять официальных автопортретов. Он оставил также большую библиотеку и значительное собрание картин. Риго коллекционировал произведения художников итальянской и северных школ, копировал некоторые шедевры. В его коллекции имелось семь картин Рембрандта, четыре Рубенса, Тициана, две картины С. Бурдона.

## Творчество

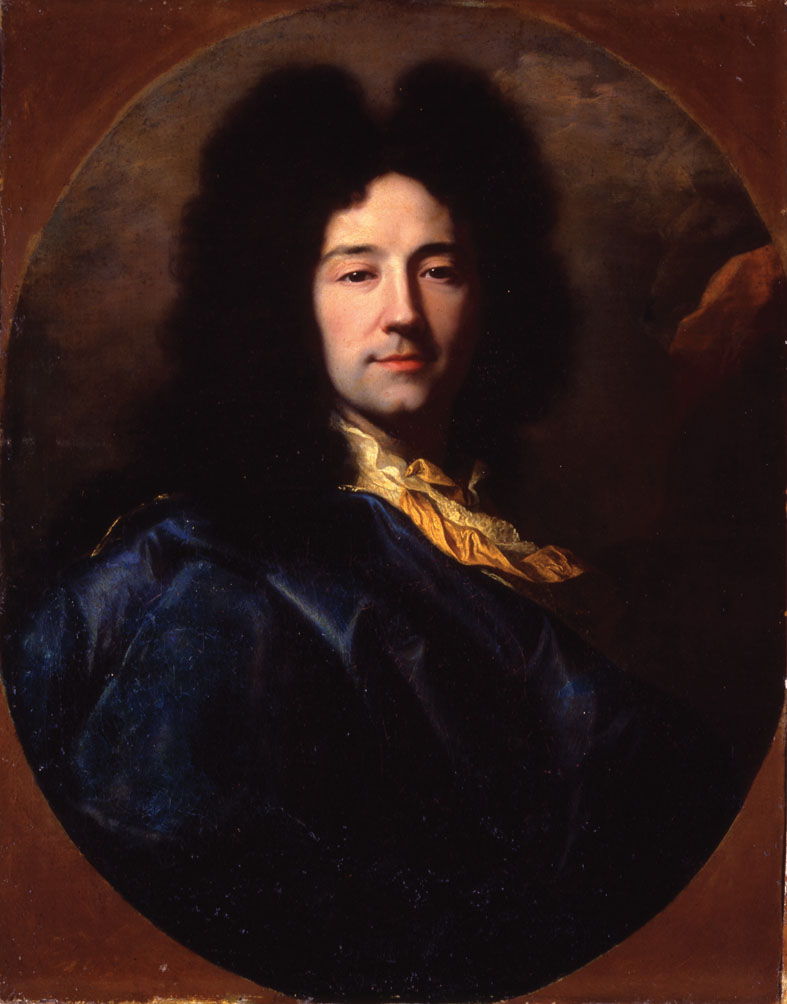
Автопортрет в голубой накидке. 1696. Холст, масло. Частное собрание

После того, как Гиацинт Риго приехал в Париж в 1681 году, он создал обширную живописную галерею выдающихся людей своей эпохи. Поначалу востребованный третьим сословием, с 1688 года он работал по заказам версальского двора. Следующие полвека он не писал ничего, кроме портретов. Снискал славу «французского Ван Дейка». Его искусство было «прямым продолжением „большого стиля“, созданного Шарлем Лебреном, первым живописцем короля Людовика XIV».
Риго считается одним из самых известных французских портретистов классического периода. Жак Тюилье, профессор Коллеж де Франс, писал: «Гиацинт Риго был одним из тех французских художников, которые при „старом режиме“ добились большой известности как портретисты. Эта оценка была заслужена как обилием произведений, так и их постоянным совершенством».
Дезалье де Аржанвиль отмечал: «Истина сияла во всем, что он делал […]. Риго умел придать своим портретам такое совершенное сходство, что, глядя на них издалека, вступал, так сказать, в разговор с людьми, которых они представляли».
По словам французского писателя-художника Луи Уртика, «Умирая, Риго оставляет за собой галерею великих персонажей, которыми наше воображение теперь наполняет Зеркальный зал; Риго необходим для славы Людовика XIV, и он участвует в этом влиянии царствования, величие которого он установил». В ранних произведениях Риго отразились все основные черты «Большого стиля» эпохи Людовика XIV, соединение элементов классицизма и барокко. Позднее в его творчестве стали преобладать тенденции академизма.
Многие парадные портреты работы Риго воспроизводил в резцовой гравюре на меди Пьер Древе. Всего известна сорок одна гравюра, в их числе знаменитый портрет короля Людовика XIV (1712). Риго для своих значительных по размеру парадных портретов маслом обычно готовил крупноформатные подготовительные рисунки итальянским карандашом и мелом по тонированной бумаге и Древе гравировал по этим рисункам, а не по самим картинам. Но Риго контролировал эту работу и часто её корректировал. В этих дружеских отношениях Пьер Древе брал на себя и всю коммерческую сторону по реализации гравюр. Другим гравёром его картин и другом Риго был Жан Долле.

## Галерея

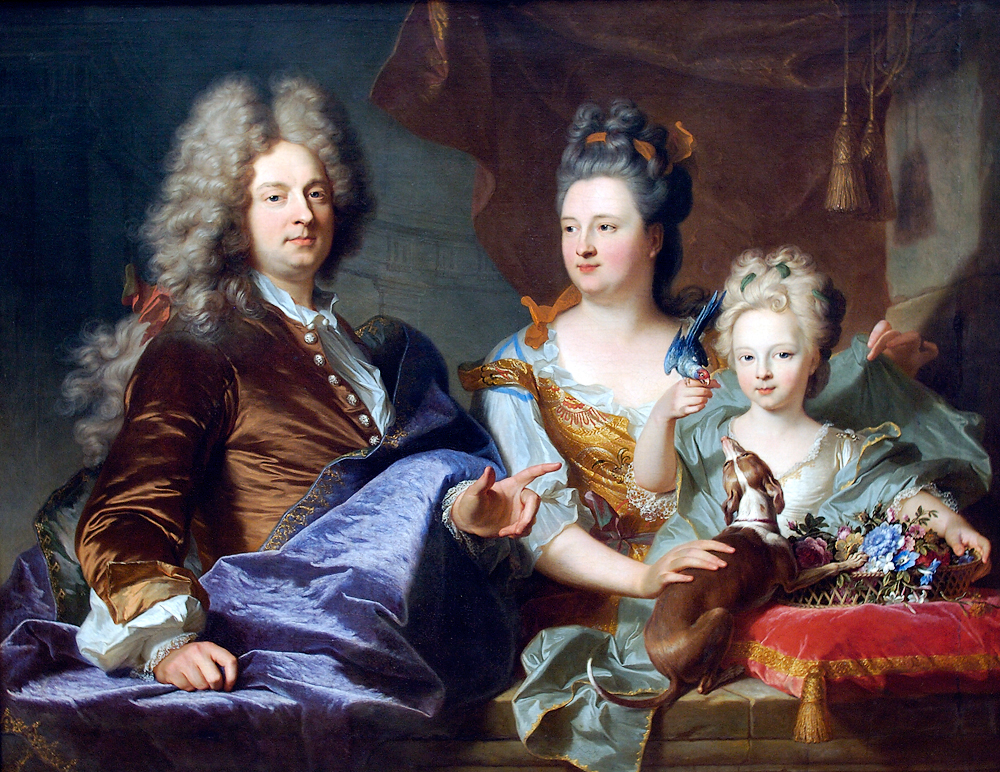
Жан ле Жу с семьёй. 1699. Холст, масло. 	Национальная галерея Канады, Оттава
Портрет Людовика XIV в коронационном одеянии. Между 1700 и 1701. Холст, масло. Лувр, Париж
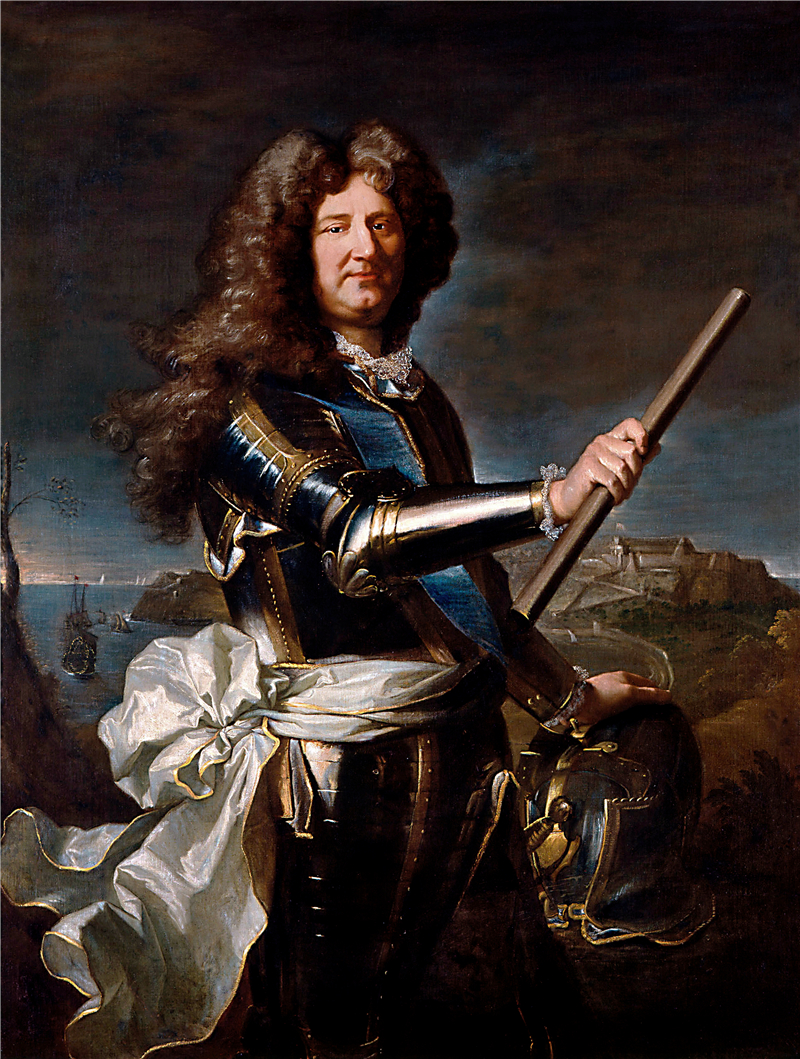
Антуан Гримальди. 1706. Холст, масло. Дворец принцев, Монако
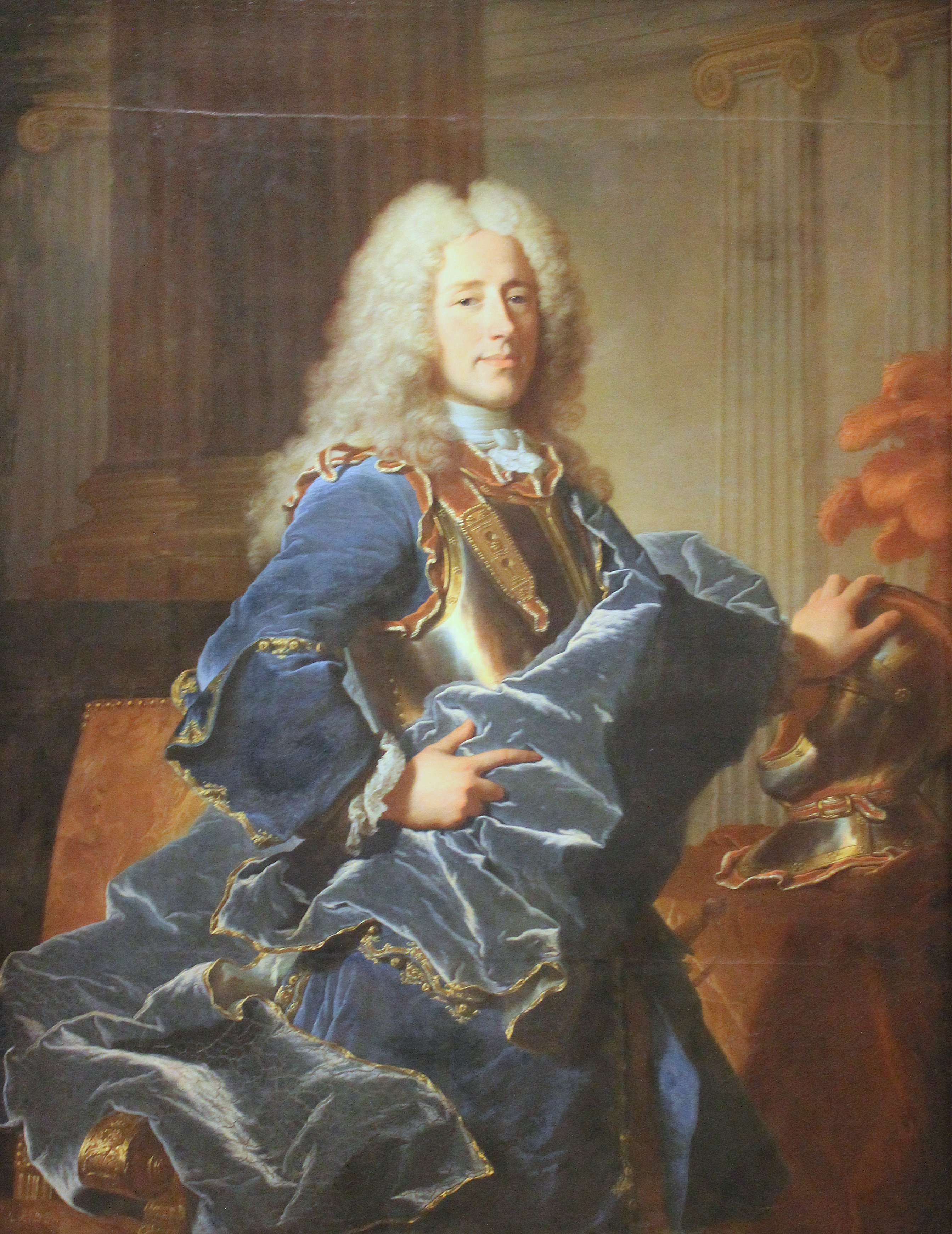
Портрет Конрада Детлефа графа фон Дена. Холст, масло. Музей герцога Антона Ульриха, Брауншвейг
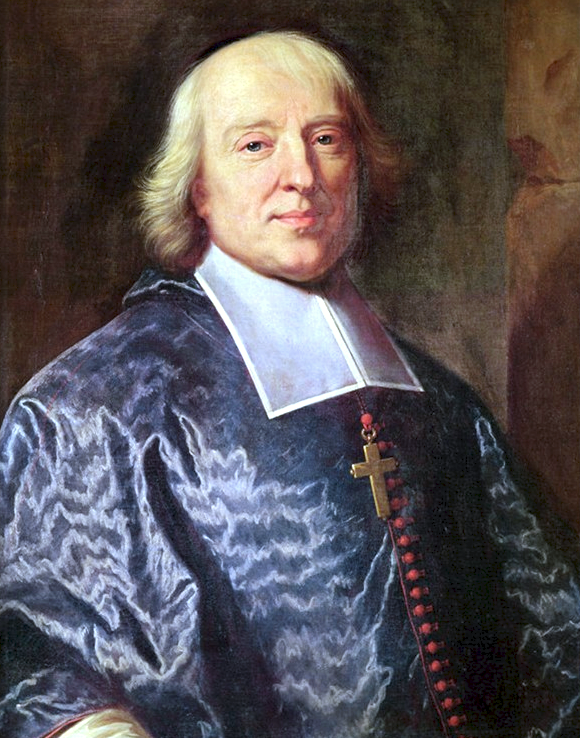
Жак-Бенинь Боссюэ. 1698. Холст, масло. Уффици, Флоренция
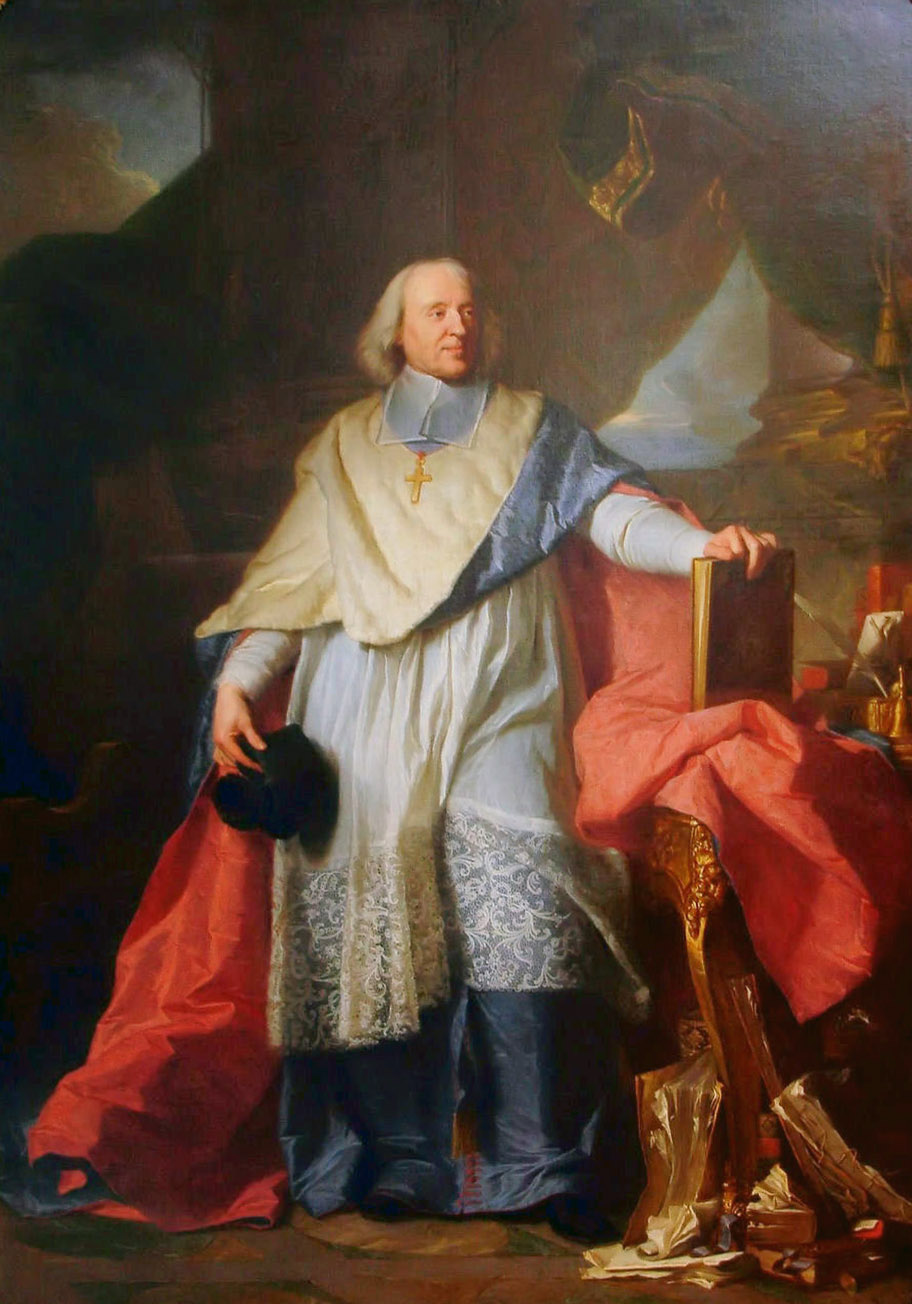
Жак-Бенинь Боссюэ. 1702. Холст, масло. Лувр, Париж
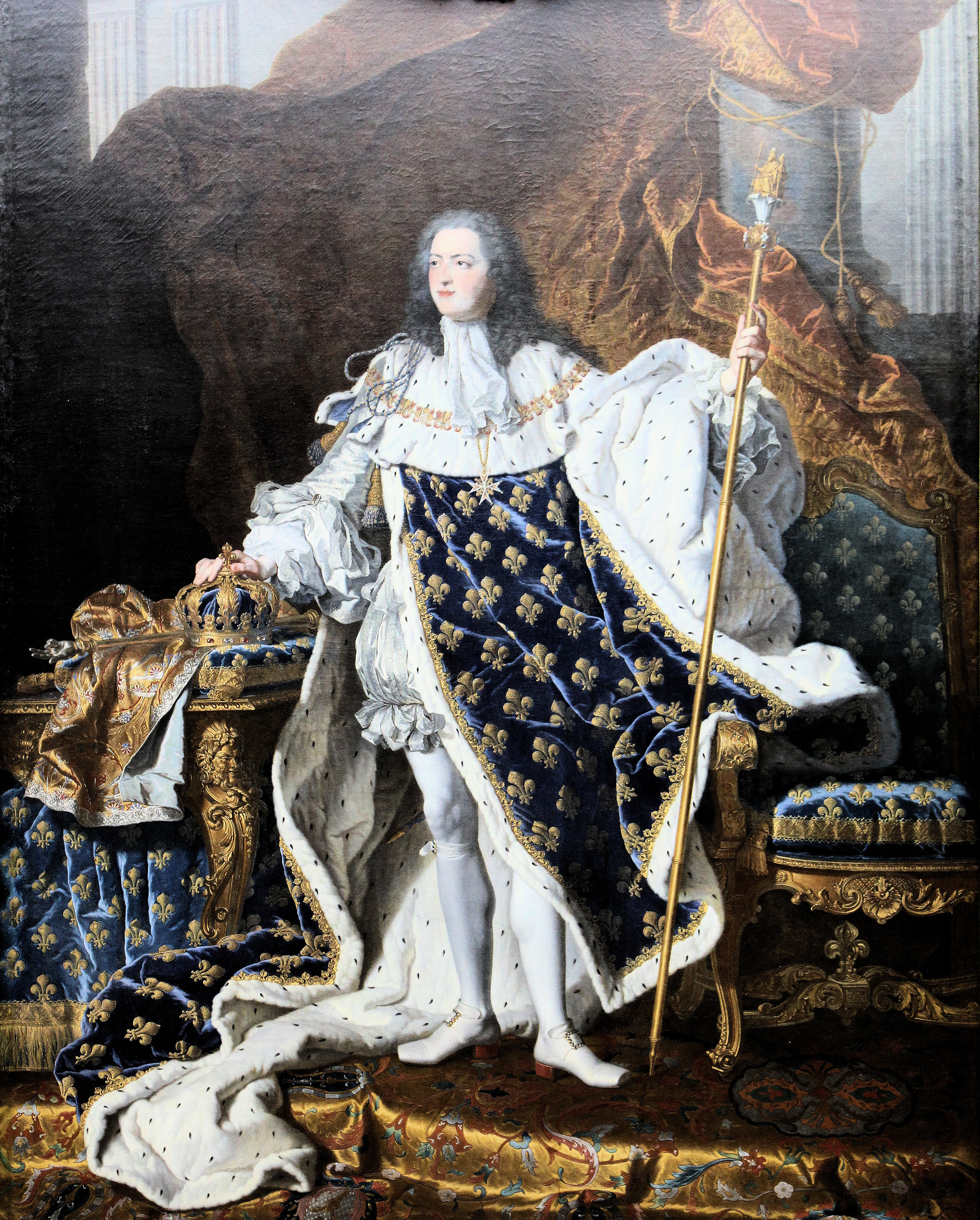
Король Людовик XV. 1742. Холст, масло. Музей Конде, Шантийи
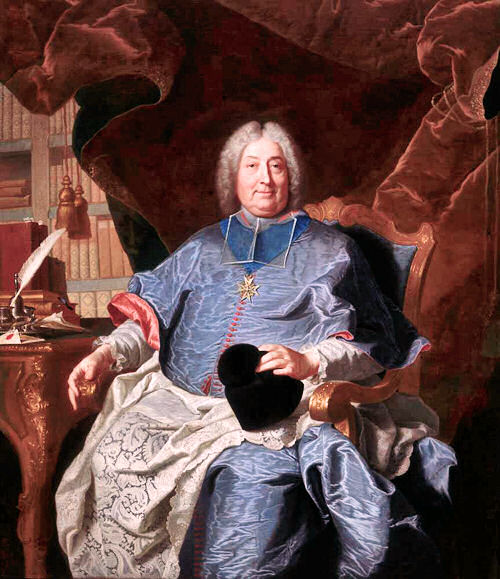
Шарль Гаспар Гийом де Вентимиль дю Люк, архиепископ Парижский. 1731. Холст, масло. Мемориальная художественная галерея, Рочестер, США
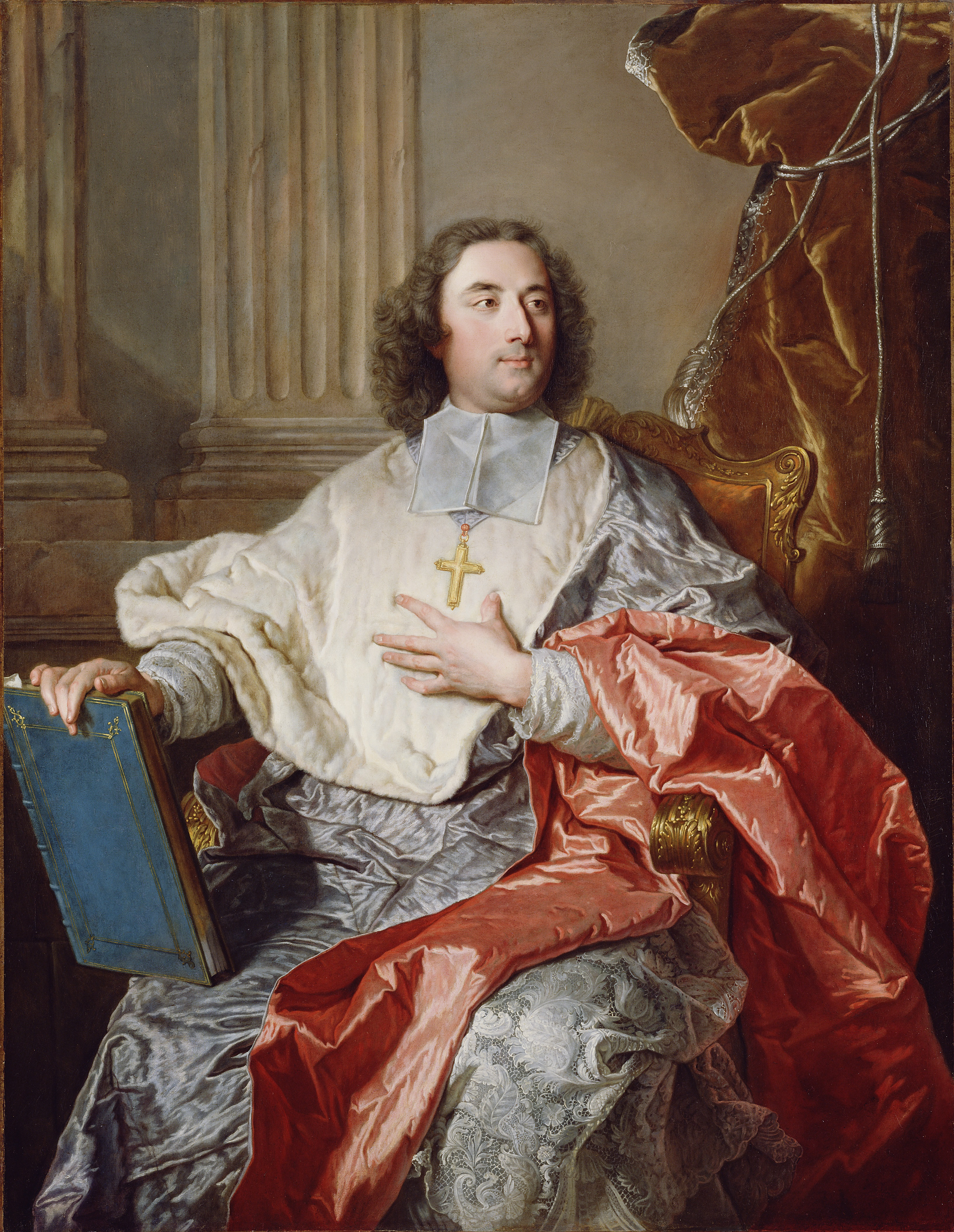
Шарль де Сент-Обен, архиепископ Камбре. 1723. Холст масло. Центр Гетти, Лос-Анджелес, США